# Lizardo Rodríguez Nue
Lizardo Rodríguez Nue (Perú, 30 de agosto de 1910-Desconocido) fue un futbolista peruano que jugó con la selección peruana en la Copa Mundial de la FIFA de 1930  También jugó para Sport Progreso y Sportivo Tarapacá Ferrocarril.

## Trayectoria
Lizardo Rodríguez Nue, fue delantero de los clubes peruanos Sport Progreso y Sportivo Tarapacá Ferrocarril. Durante su carrera en el club fue convocado a la selección de fútbol de Perú.En 1929 con el Club Atlético Chalaco participó en la victoria 4-0 en la gira del club Colo-Colo.

## Selección nacional
Participó  en el Campeonato Sudamericano de 1929, realizado en Argentina, donde Perú quedó en cuarto lugar.
Fue convocado por el seleccionador español Francisco Bru junto con otros 21 jugadores peruanos, donde compitió en el Mundial de 1930 en Uruguay, en el cual su país estuvo en el Grupo C con Rumanía y Uruguay.en el que la selección peruana quedó en décimo lugar. Su aparición en el campo en el partido debut del campeonato mundial si se produjo, pero no fue registrado oficialmente, ya que la selección peruana hizo una sustitución ilegal 10 minutos antes del final del partido ante Rumanía, Rodríguez Nue reemplazó a Luis de Souza Ferreira, quien anotó un gol 5 minutos antes de que salga del campo. El único partido con la selección nacional registrado oficialmente por la FIFA, en el que Lizardo Rodríguez Nue jugó, fue el 13 de enero de 1935 contra la selección uruguaya. En ese partido, disputado por el Campeonato Sudamericano, Rodríguez ingresó en cambio de Carlos Tovar.
También participó en el Campeonato Sudamericano de 1935, realizado en Perú, donde la blanquirroja quedó en tercer lugar.

#### Participaciones en Campeonatos Sudamericanos
| Copa                         | Sede      | Resultado    |
| ---------------------------- | --------- | ------------ |
| Campeonato Sudamericano 1929 | Argentina | Cuarto lugar |
| Campeonato Sudamericano 1935 | Perú      | Tercer lugar |

#### Participaciones en Copas del Mundo
| Mundial                        | Sede    | Resultado      |
| ------------------------------ | ------- | -------------- |
| Copa Mundial de Fútbol de 1930 | Uruguay | Fase de grupos |

## Clubes
| Club                          | País | Año       |
| ----------------------------- | ---- | --------- |
| Sport Progreso                | Perú | 1928-1930 |
| Sportivo Tarapacá Ferrocarril | Perú | 1931-1934 |